# تشارلز فرنسيس (سياسي)
تشارلز فرنسيس (بالإنجليزية: Charles Francis)‏ هو سياسي أسترالي، ولد في 15 يوليو 1924، وتوفي في 14 أغسطس 2009. انتخب عضو الجمعية التشريعية فيكتوريا.